# هدایت‌گرهای پرواز بالگرد

پدال‌ها (سبز) - اهرم (صورتی) -سکان (فیروزه‌ای)

سکان (صورتی) - پدال (سبز) - اهرم (خاکستری) - دور موتور (فیروزه‌ای)

کنترلگرهای پرواز بالگرد (به انگلیسی: Helicopter flight controls) مجموعه‌ای از ابزارهای خلبان، برای کنترل بالگرد هستند. یک خلبان با دستکاری در این ابزارها، پرواز ایرودینامیک را انجام می‌دهد. با تغییر دادن موقعیت ابزارهای کنترلی در کابین خلبان، دستورهای مکانیکی به پروانهٔ اصلی و پروانهٔ دُم بالگرد داده می‌شود. این دستورها شامل رفتن به جلو و عقب و چپ و راست است که به وسیلهٔ سکان انجام می‌شود. برای بالا و پایین بردن بالگرد از اهرم استفاده می‌شود. همچنین از پدال‌ها برای گردش در راستای محور عمودی (Yaw) بهره‌گیری می‌شود.
یک بالگرد معمولی دارای سه ابزار کنترلی است. این ابزارها با نام سکان (Cyclic) - اهرم همگام‌ساز (Collective Lever) و پدال‌های ضد گشتاور (Anti-torque Pedals) است که به اختصار با نام‌های سکان، اهرم و پدال شناخته می‌شوند. بیشتر بالگردهای دو خلبان دارای یک جفت اهرم، یک جفت سکان و دو جفت پدال هستند. در بالگردهای قدیمی، همهٔ این ابزار مکانیکی هستند، ولی بسته به پیچیدگی بالگرد ممکن است یک یا چند پمپ هیدرولیک برای راحتی خلبان افزوده شده باشد که همانند فرمان هیدرولیک خودرو کار می‌کند. در یک بالگرد، دور موتور همیشه ثابت است ولی بر روی اهرم خلبان، یک پیچ گاز دستی (Throttle) نیز وجود دارد تا خلبان در صورت نیاز بتواند دور موتور را کمی بالاتر از حد معمول ببرد تا نشست و برخاست نرمی داشته باشد. این ابزار که همانند پیچ گاز در موتورسیکلت عمل می‌کند، در برخی از بالگردهای نوین وجود ندارد؛ زیرا بالگردهای نوین دارای یک سامانهٔ الکترونیکی به نام «فرماندار» هستند که به‌صورت خودکار، دور موتور مناسب را تعیین خواهد کرد. در برخی بالگردهای دیگر نیز قابلیت خاموش و روشن کردن سامانه فرماندار وجود دارد و خلبان تصمیم می‌گیرد تا با روشن کردن «سامانهٔ فرماندار»، دور موتور را در حالت خودکار بگذارد یا با خاموش کردن آن سامانه، خلبان به‌صورت دستی دور موتور بالگرد را تغییر دهد.

## کنترل‌گرها

### سکان

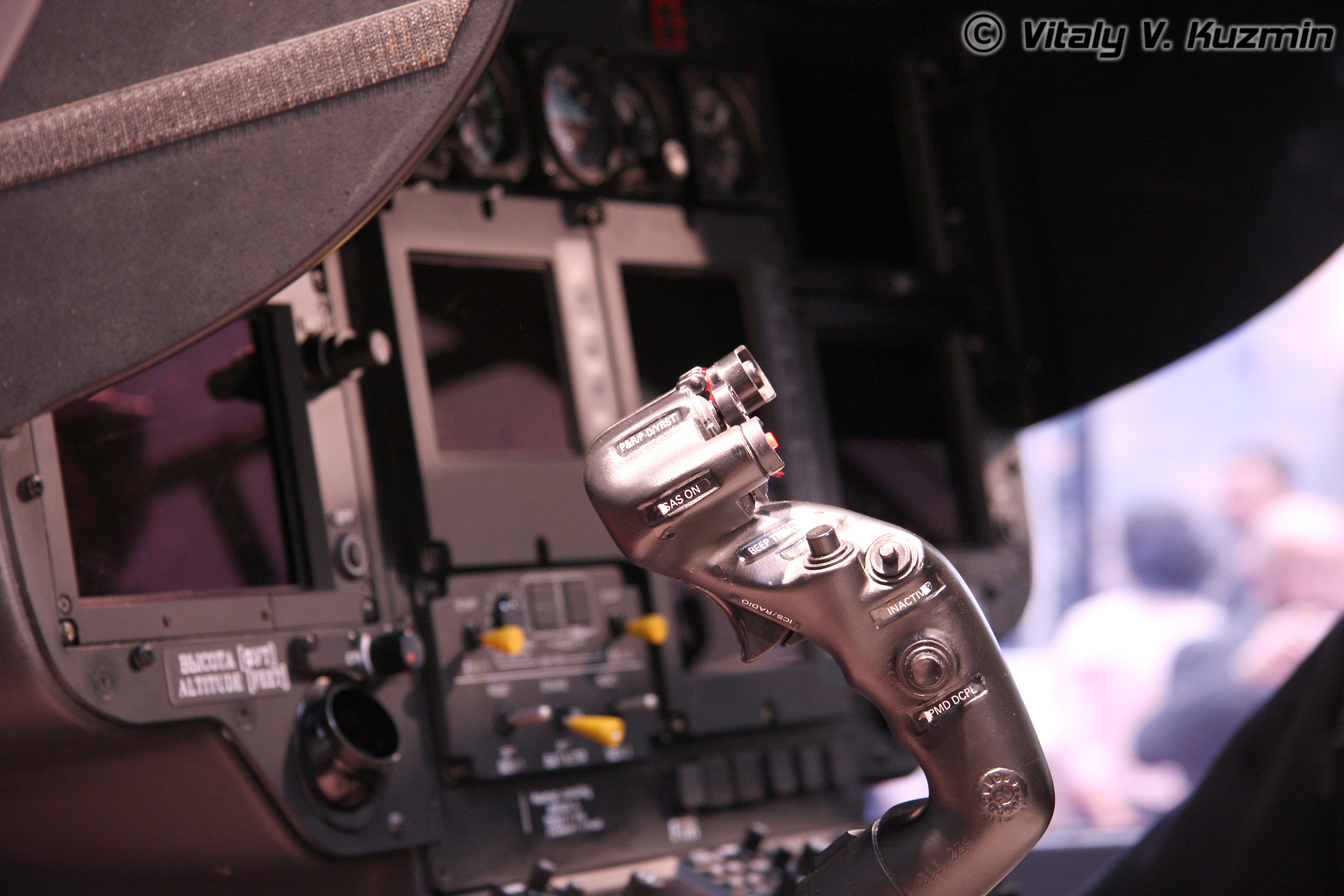
سکان یوروکوپتر ئی‌سی۱۴۵

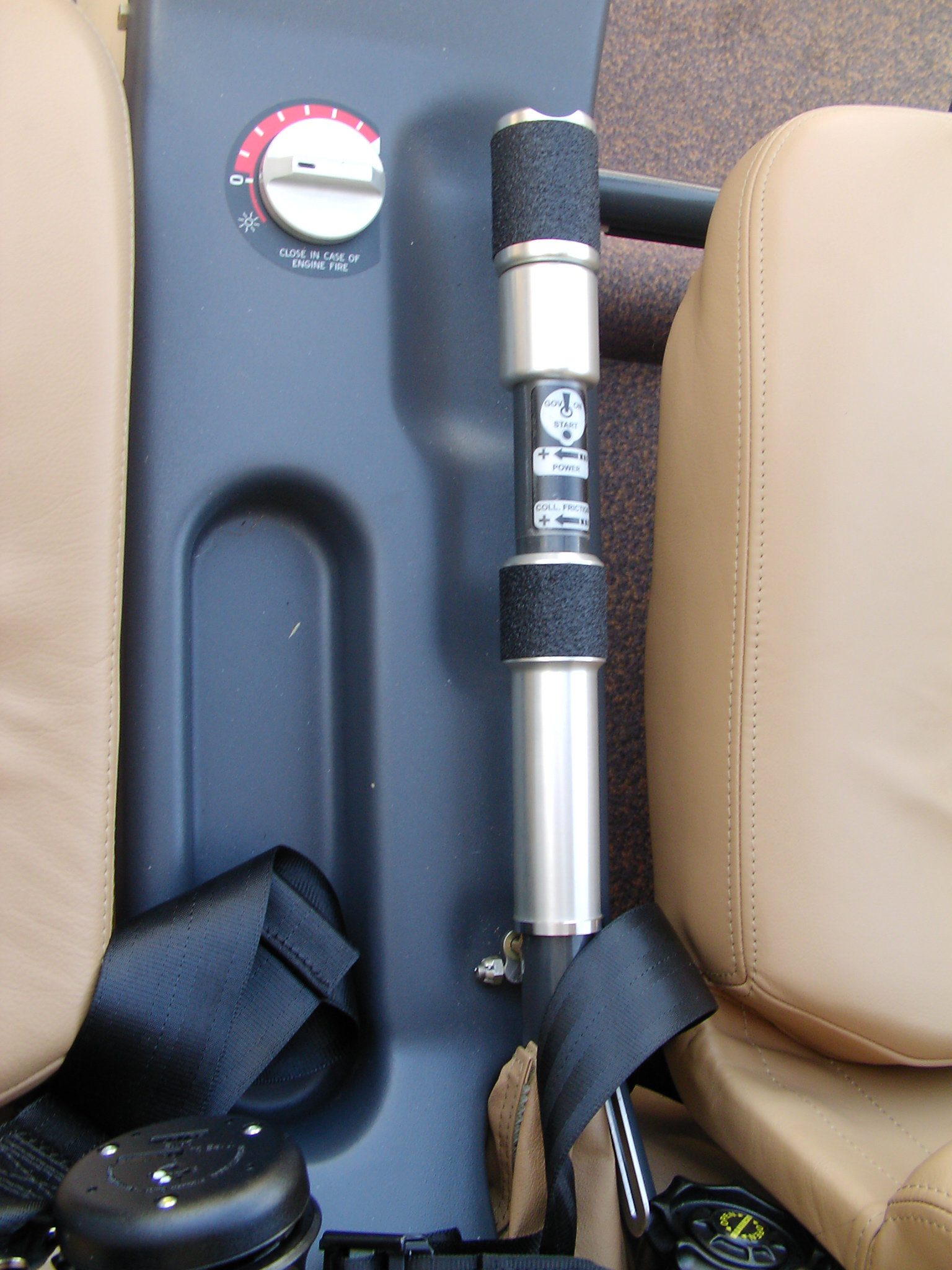
اهرم گیمبال کبری جی-۲

سکان بالگرد همانند سکان در بسیاری از هواپیماهای ساده است. در ۹۹ درصد از بالگردها این سکان در میان دو پای خلبان جای دارد و او با دست راست خود سکان را می‌گیرد؛ گرچه در بالگردهای شرکت رابینسون هلیکاپتر تنها یک عدد سکان از وسط کابین بالا آمده و به شیوهٔ الاکلنگی، بین دو خلبان به اشتراک گذاشته می‌شود. در بالگردهای نوین همانند بل ۵۲۵ یک سکان با فناوری هدایت پرواز برقی ساخته شده‌است که باعث می‌شود سکان در پهلوی پای خلبان در سمت راست جای بگیرد.
کارکرد سکان به این گونه است که با حرکت سکان به‌سوی جلو - عقب - چپ و راست، پروانه از ناحیهٔ سواش‌پلیت به این چهار جهت گرایش و شیب پیدا می‌کند و بالگرد نیز به جلو - عقب - چپ یا راست حرکت می‌نماید. برای نمونه اگر خلبان سکان را به عقب بدهد، بالگرد به عقب می‌رود. واکنش‌پذیری پروانه اصلی بالگرد نسبت به حرکت سکان با کمی تأخیر روبرو است ولی در طراحی بالگردهای بسیار سبک می‌توان این تأخیر را به کمترین میزان خود رساند. اگر یکی از سکان‌های کابین به جلو حرکت کند، سکان دیگر نیز بهمراه آن حرکت خواهد نمود؛ به عبارت دیگر این دو سکان به یکدیگر متصل هستند و با حرکت یکی از سکان‌ها، دیگری نیز در همان راستا حرکت خواهد کرد. معمولاً بر روی سکان دکمه‌هایی نیز وجود دارد. در بالگردهای غیرنظامی این دکمه‌ها برای ابزارهایی همانند بی‌سیم و سامانه‌های الکترونیکی کاربرد دارند یا با فشردن یک دکمه می‌توان سکان را غیرفعال کرد. در بالگردهای نظامی، ماشهٔ شلیک مهمات بر روی سکان جای دارد.

### اهرم
اهرم همگام‌ساز لبهٔ حمله یا فقط «اهرم»، معمولاً در سمت چپ صندلی هر خلبان جای دارد و ظاهری همانند ترمزدستی خودرو دارد و خلبان حتماً باید با دست چپ آن را بگیرد. این اهرم دارای یک قفل است که اگر فعال شود، از حرکت غیرعمدی اهرم جلوگیری می‌کند. اهرم خلبان تنها یک وظیفه دارد و آن ایجاد تغییر در زاویه حمله تیغه‌ها است که به صورت هماهنگ انجام می‌شود. این تغییر در زاویه حمله برای کاهش و افزایش نیروی برآر مورد استفاده قرار می‌گیرد. به عبارت دیگر، خلبان به‌وسیلهٔ اهرم، ارتفاع بالگرد را کم و زیاد می‌کند. برای نمونه اگر خلبان اهرم را بالا بکشد، زاویهٔ حملهٔ تیغه‌های پروانه، کمی رو به بالا افزایش می‌یابد که باعث می‌شود بالگرد در راستای عمودی بالا برود. اگر خلبان اهرم را پایین بیاورد، بالگرد نیز نیروی برآر را ازدست داده و در راستای عمودی پایین می‌آید.

با وجود اینکه در بالگردهایی با پروانه‌های پشت سرهم همانند بوئینگ سی‌اچ-۴۷ شینوک اهرم دقیقاً مشابه بالگردهای دیگر است، ولی اهرم خلبان با نام «کنترل‌گر رانش» (Thrust Control) شناخته می‌شود. تنها فرق آن این است که اهرم در بالگرد شینوک می‌تواند زاویه حمله هر دو پروانه را کنترل کند. پروانه‌های چنین بالگردهایی می‌توانند به‌طور مستقل با دو زاویه حملهٔ متفاوت باشند.

### دور موتور
پروانه بالگرد به گونه‌ای طراحی شده که باید با گشتاور ثابت کار کند. پیچ دور موتور در بسیاری از بالگردها بر روی اهرم قرار گرفته و همانند پیچ گاز در موتورسیکلت است. برخی بالگردها اهرم گاز جداگانه دارند. در بالگردهای دارای موتور توربوشفت یک سامانه فرماندار وجود دارد که بار را از دوش خلبان برمی‌دارد و دور موتور را به‌صورت خودکار تنظیم می‌نماید. البته دکمهٔ خاموش و روشن کردن برای سامانه فرماندار وجود دارد که اگر سامانه از کار افتاد و دچار مشکل شد، خلبان گاورنر را خاموش کند؛ ولی در بیشتر بالگردهای دارای موتور رفت و برگشتی، این سامانه وجود ندارد و خلبان باید همانند موتورسیکلت خودش دور موتور را تنظیم نماید. البته تعداد اندکی از بالگردهای دارای موتور پیستونی همانند گیمبال کبری جی-۲، دارای سامانه گاورنر نیز هستند.

### پدال

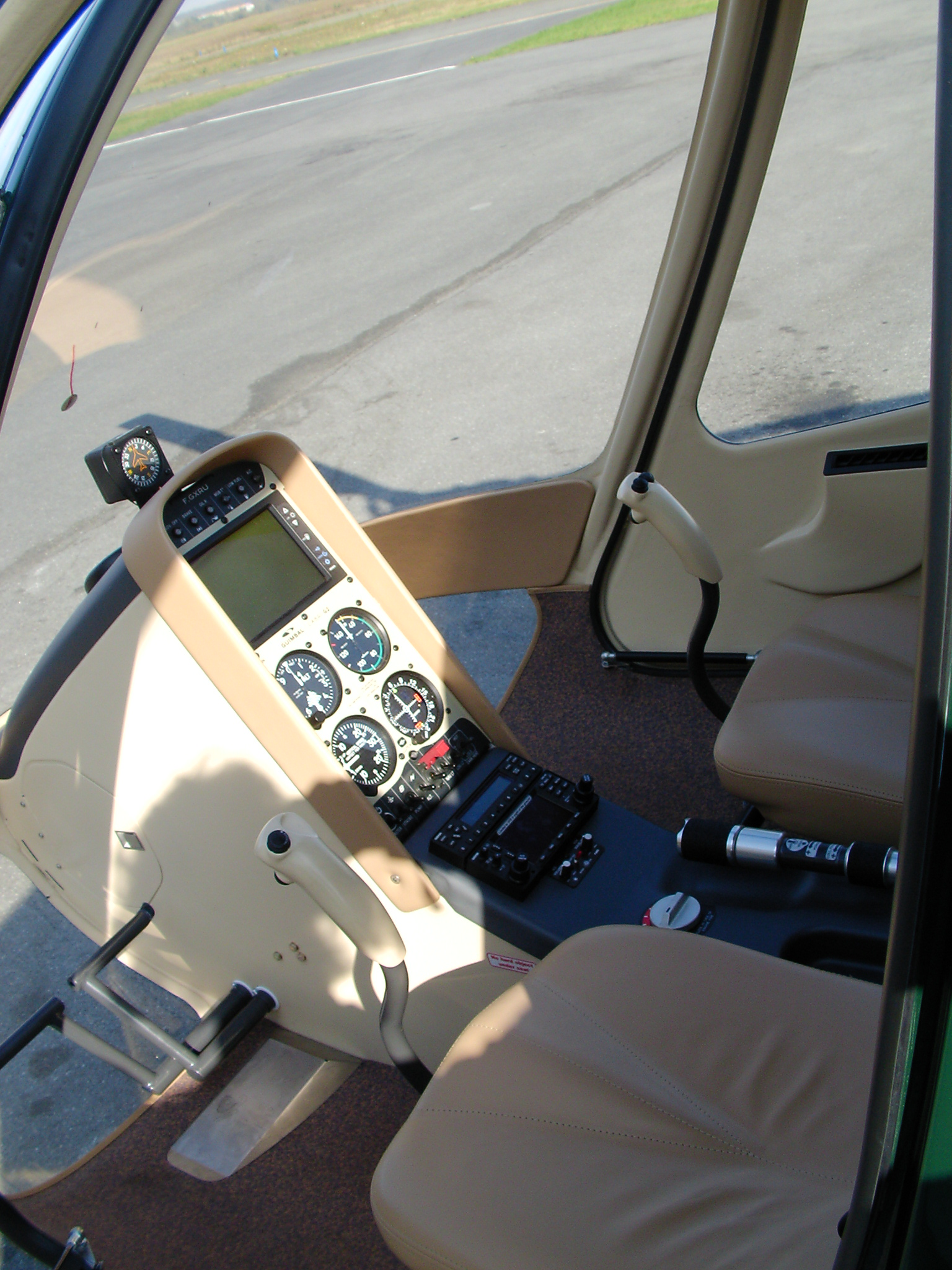
پدال‌های گیمبال جی-۲

پدال‌های بالگرد دقیقاً در همان مکانی قرار گرفتند که پدال‌های سکان هواپیما قرار دارد و وظیفهٔ آنها نیز مشابه است. در بالگرد پدال‌ها به پروانه دم بالگرد متصل هستند و وظیفهٔ تغییر زاویه حملهٔ تیغه‌های دم را دارند. در یک بالگرد گشتاور دم همیشه ثابت است و خلبان می‌تواند با فشار دادن پدالها، زاویه حملهٔ تیغه‌ها را کم و زیاد کند. به عبارت دیگر، پدالها برای تغییر جهت دماغه بالگرد به‌کار می‌روند. برای نمونه اگر خلبان پدال راست را فشار دهد، بالگرد در راستای محور عمودی بدنهٔ خود به سمت راست می‌چرخد. اگر پدال چپ را فشار دهد، بالگرد در راستای محور عمودی بدنه، به سمت چپ می‌چرخد. پدال باعث می‌شود که خلبان بتواند دماغه بالگرد را در جهت دلخواه چپ یا راست بچرخاند. برای نمونه خلبان برای چرخاندن شیشهٔ جلوی بالگرد به پشت سر خود، یکی از پدالها را به حدی فشار می‌دهد تا بالگرد ۱۸۰ درجه بچرخد و در این صورت جای دماغه و دم بالگرد عوض گشته و به اصطلاح بالگرد سر و ته می‌شود.

## وضعیت‌های پرواز با بالگرد

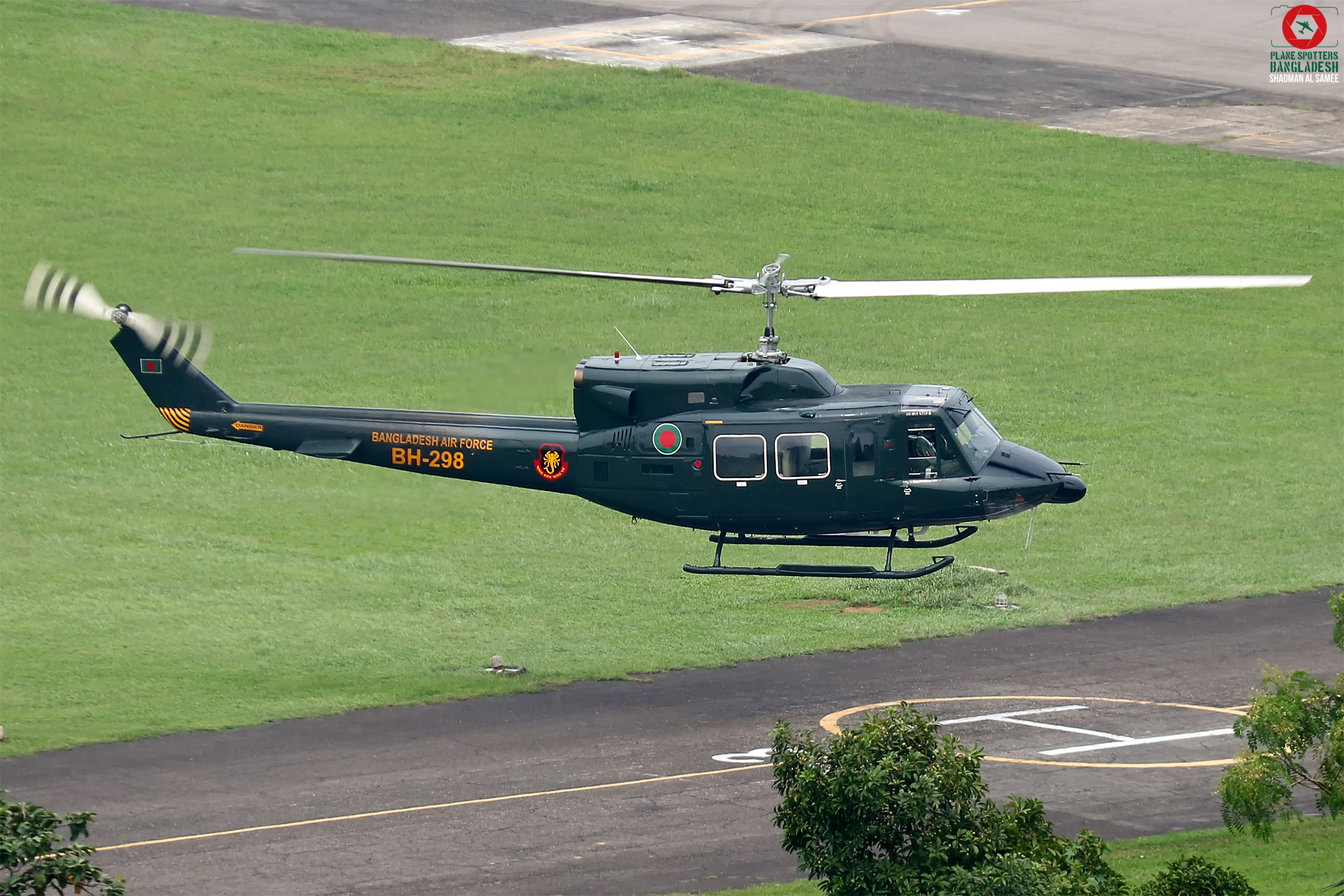
بل ۲۱۲ در شرایط هاوِر (شناور)

در مجموع ۸ نوع پرواز در یک بالگرد وجود دارد که سه‌تای آنها از بقیه مهمتر هستند:

سه وضعیت اصلی پرواز در بالگردها شامل: «هاوِر»، «پرواز رو به جلو» و «خودگردی» است.

سه وضعیت فرعی نیز شامل پرواز به چپ، راست و عقب است که جزء دریفت (انحراف) محسوب می‌شوند.

دو حالت هم حرکت در راستای کاملاً عمودی است که شامل ارتفاع‌گیری و کاهش‌ارتفاع می‌باشد.

### هاوِرینگ (شناوری)
به شناور ماندن بالگرد در هوا بدون حرکت مختصاتی، در زبان انگلیسی «هاوِرینگ» (Hovering) گویند. فعل آن نیز در واژه‌نامه انگلیسی «هاوِر» است که به معنای «شناور ماندن» می‌باشد. به عبارت دیگر در شرایط هاور، بالگرد هیچگونه حرکتی رو به جلو، عقب، چپ، راست، کاهش ارتفاع و افزایش ارتفاع ندارد و تنها به‌صورت شناور در هوا ثابت مانده و بر نیروی گرانش زمین چیره شده‌است. برخی باور دارند که هاورینگ سخت‌ترین بخش در خلبانی بالگرد است؛ زیرا بالگرد یک وسیلهٔ نقلیهٔ ناپایدار است و خلبان برای نگه‌داشتن بالگرد در یک نقطه، به مهارت نیاز دارد. در هنگام هاور، خلبان باید در هر لحظه خطا را به سرعت تصحیح کند تا بالگرد بدون حرکتهای ریز جانبی در یک ارتفاع خاص شناور بماند.

### پرواز رو به جلو
پرواز رو به جلوی بالگرد، همانند پرواز با هواپیماست. با فشردن سکان رو به جلو، سواش‌پلیت رو به جلو شیب برمی‌دارد و دماغه پایین می‌رود و بالگرد رو به جلو پرواز می‌کند. با عقب کشیدن سکان، سواش‌پلیت نیز به عقب برمیگردد و شیب تیغه کاهش یافته و موجب می‌شود بالگرد سرعت رو به جلوی خود را از دست بدهد که این کار با افزایش ارتفاع بالگرد همراه خواهد شد؛ زیرا در این صورت تمام گشتاور که قبلاً بخشی از آن برای پیشروی به‌کار می‌رفته، اکنون تنها در راستای عمودی اعمال خواهد شد.

### خودگردی
خودگردی به شرایطی گفته می‌شود که بالگرد موتور خود را از دست داده یا بنزین تمام شده‌است و پروانه اصلی بالگرد تنها با انرژی جنبشی ذخیره شده می‌گردد. این انرژی به زودی تمام خواهد شد؛ بنابراین خلبان بالگرد باید در شرایط خودگردی، به دنبال مکانی برای فرود اضطراری باشد.

## تفاوت کارکرد در آرایش‌های گوناگون

### بر روی هم (coaxial)

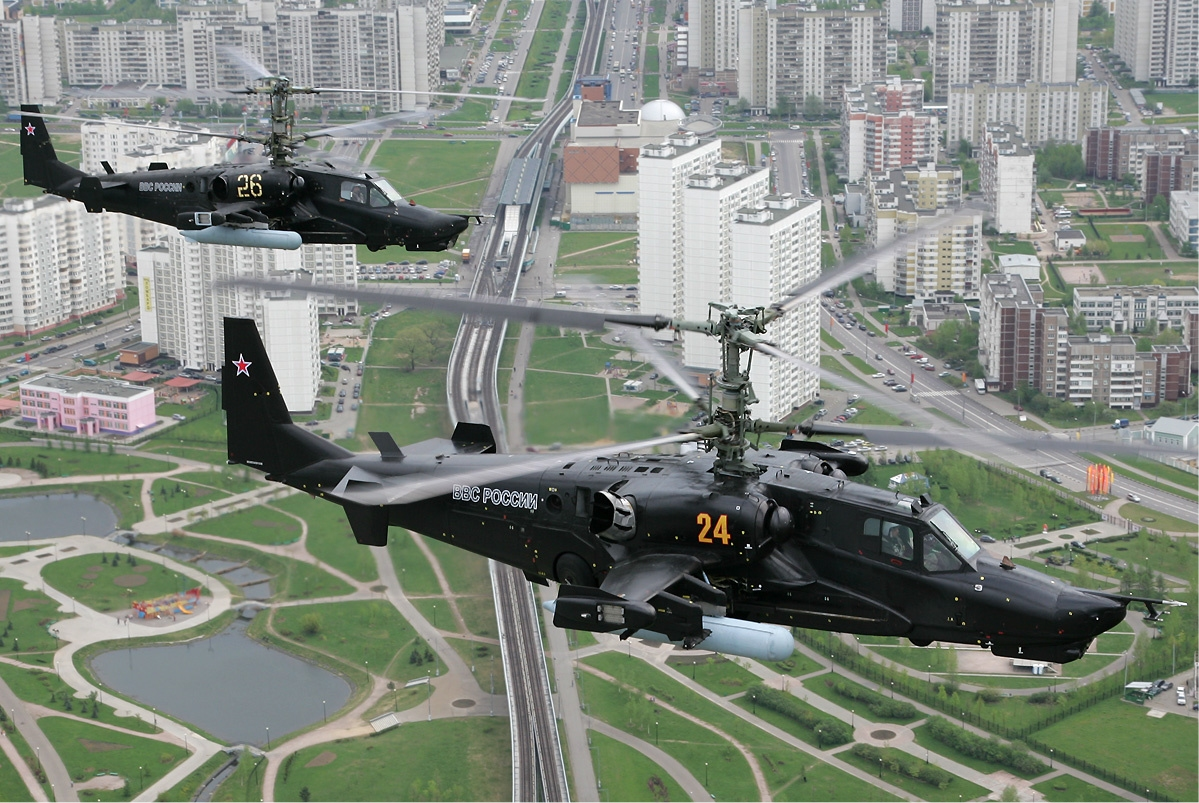
کاموف کا-۵۰

در بالگردهایی با آرایش پروانه‌های هم‌محور، دو پروانه بر روی یک دکل قرار دارد که یکی از پروانه‌ها راست‌گرد و دیگری چپ‌گرد است. از آنجایی که این بالگردها دارای پروانه دم نیستند، تغییر زاویه حمله یکی از پروانه‌ها موجب می‌شود که بالگرد چرخش در راستای محور عمودی را تجربه کند. برای نمونه در بالگرد کاموف کا-۵۰ اگر خلبان پدال چپ را فشار دهد، زاویه حمله در پروانهٔ راست‌گرد افزایش و زاویه حمله در پروانه چپ‌گرد کاهش می‌یابد. افزایش زاویه حمله پروانه راست‌گرد باعث می‌شود که سطح مقطع پروانه راست‌گرد در هوا افزایش یافته و درنتیجه مقاومت آن در هوا بیشتر شود. به همین صورت مقاومت پروانه چپ‌گرد در هوا کاهش خواهد یافت. به این شیوه گشتاور پروانه راست‌گرد، بر چپ‌گرد چیره شده و این امر باعث می‌شود که بدنهٔ بالگرد در جهت سمت چپ چرخش کند.

### پشت سر هم (tandem)

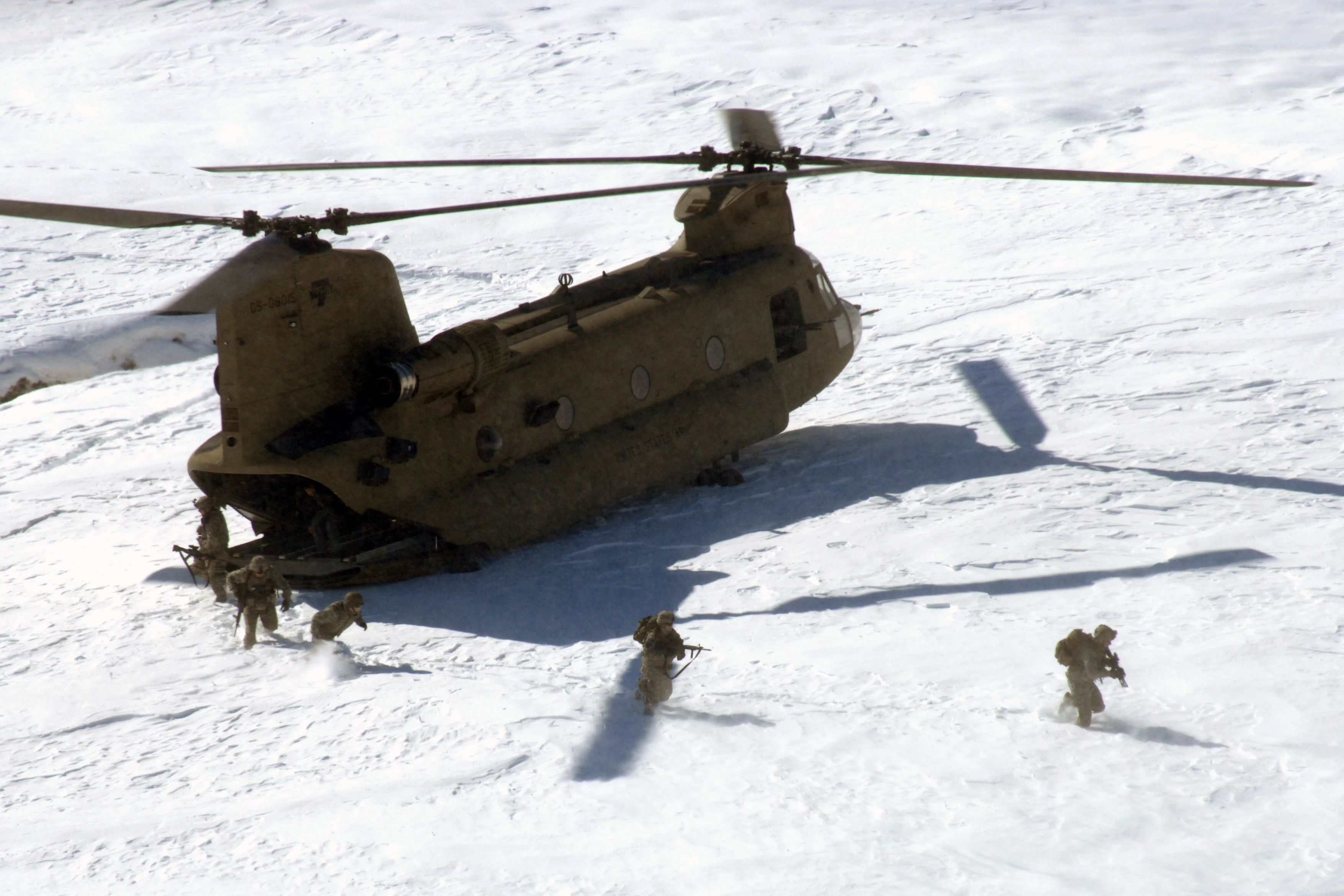
بوئینگ سی‌اچ-۴۷ شینوک

در بالگردهایی با آرایش پروانه‌های پشت سرهم نیز تعداد پروانه‌ها دو عدد است ولی آرایش آنها با بالگردهای کواکسیال فرق دارد. در این آرایش از ایجاد اختلاف پروانه جلو و عقب استفاده می‌شود تا دماغه بالگرد بالا و پایین برود. برای نمونه در بالگرد شینوک هنگامی‌که خلبان سکان را به جلو هدایت می‌نماید، واکنش بالگرد به این گونه خواهد بود که زاویه حمله در پروانه جلو را کاهش می‌دهد و برای جبران این کاهش، زاویه حمله در تیغه‌های پروانهٔ عقب را افزایش می‌دهد. با کاهش نیروی برآر در پروانه جلو و افزایش نیروی برآر در پروانه عقب، بدیهی است که دماغهٔ بالگرد رو به پایین افت می‌نماید و بالگرد رو به جلو حرکت خواهد کرد.

برای گردش دور محور عمودی (yaw)، نیز به همین گونه است که با تغییر زاویه حملهٔ تیغه‌ها انجام می‌شود؛ ولی نکته درآن است که دو پروانه خلاف یکدیگر می‌گردند؛ یعنی در این بالگردها نیز همانند بالگردهای با پروانه‌های هم‌محور، یک پروانه راست‌گرد و دیگری چپ‌گرد است. برای چرخش بالگرد در راستای محور عمودی، زاویهٔ حملهٔ هردو پروانه به یک سو گرایش پیدا می‌کنند تا ضد گشتاور هردو پروانه با یکدیگر هم‌مسیر شوند. در بالگرد شینوک پروانه عقب راست‌گرد و پروانه جلو چپ‌گرد است. برای نمونه اگر خلبان پدال راست را فشار دهد، پروانه جلو با زاویه حمله معمولی ولی پروانه عقب دارای زاویهٔ حملهٔ برعکس آن خواهد شد. درنتیجه بالگرد حول محور عمودی به راست می‌چرخد.